# Вітрильний спорт на літніх Олімпійських іграх 1908
Змагання з вітрильного спорту на літніх Олімпійських іграх 1908 у Лондоні тривали з 19 до 22 липня поблизу узбережжя містечка Райд на острові Вайт. Розігрувалося 5 комплектів нагород у відкритих дисциплінах, тобто жінки могли змагатися нарівні з чоловіками. Однак відбулися змагання в чотирьох дисциплінах.

## Країни
Джерело:
| Бельгія (BEL) | Франція (FRA) | Велика Британія (GBR) | Норвегія (NOR) |
| Швеція (SWE)  |               |                       |                |

## Медальний залік
| Дисципліна      | Золото | Срібло | Бронза |
| --------------- | --- | --- | --- |
| 1908: 6 метрів  | Велика Британія (GBR) · Ґілберт Лоз · Томас Мак-Мікін · Чарлз Крічтон | Бельгія (BEL) · Леон Уйбрехтс · Луїс Уйбрехтс · Анрі Веваутерс | Франція (FRA) · Анрі Артюс · Луї Потто · П'єр Рабо                                                                           |
| 1908: 7 метрів  | Велика Британія (GBR) · Чарлз Ріветт-Карнак · Норман Бінґлі · Річард Діксон · Френсіс Ріветт-Карнак                                                                                                  | Другий учасник не зміг стартувати. | Жодних інших учасників |
| 1908: 8 метрів  | Велика Британія (GBR) · Блер Кокрен · Чарлз Кемпбелл · Джон Роудз · Генрі Саттон · Артур Вуд | Швеція (SWE) · Карл Гельстрем · Едмунд Турмелен · Ерік Сандберґ · Ерік Валлеріус · Гаральд Валлін | Велика Британія (GBR) · Філіп Ганлоук · Алфред Г'юз · Фредерік Г'юз · Джордж Ратсі · Вільям Ворд · Герцогиня Вестмінстерська |
| 1908: 12 метрів | Велика Британія (GBR) · Томас Ґлен-Коутс (стерновий) · Джон Даунз (помічник) · Джон Еспін · Джон Б'юкенен · Джеймс Бантен · Артур Даунз · Девід Данлоп · Джон Макензі · Алберт Мартін · Джералд Тейт | Велика Британія (GBR) · Чарлз Мак-Івер (стерновий) · Джеймс Кеніон (помічник) · Джон Адам · Джеймс Бакстер · Вільям Девідсон · Джон Джелліко · Томас Літтлдейл · Чарлз Р. Мак-Івер · Чарлх Мак-Леод-Робертсон · Джон Спенс | Жодних інших учасників |

## Таблиця медалей
| Місце              | Країна                | Золото | Срібло | Бронза | Загалом |
| ------------------ | --------------------- | ------ | ------ | ------ | ------- |
| 1                  | Велика Британія (GBR) | 4      | 1      | 1      | 6       |
| 2                  | Бельгія (BEL)         | 0      | 1      | 0      | 1       |
| 2                  | Швеція (SWE)          | 0      | 1      | 0      | 1       |
| 4                  | Франція (FRA)         | 0      | 0      | 1      | 1       |
| Загалом (4 збірні) | Загалом (4 збірні)    | 4      | 3      | 2      | 9       |